# كايتلين (مصارعة)
للمقال حول المغنية الرومانية، أنظر كايتلين (مغنية)
سيليست بيريل بونين المشهورة بـ كايتلين (بالإنجليزية: Kaitlyn)‏ (ولدت في 7 أكتوبر 1986) هي مصارعة محترفة معتزله، وعارضة أزياء، ولاعبة كمال أجسام أمريكية

## وصلات خارجية
- كايتلين على موقع IMDb (الإنجليزية)
- كايتلين على موقع قاعدة بيانات الفيلم (الإنجليزية)
- كايتلين على موقع دبليو دبليو إي (الإنجليزية)
- كايتلين على موقع CageMatch worker (الإنجليزية)
- كايتلين على موقع قاعدة بيانات المصارعة على الإنترنت (الإنجليزية)
- كايتلين على موقع عالم المصارعة على الإنترنت (الإنجليزية)
- كايتلين على موقع عالم المصارعة على الإنترنت (الإنجليزية)
- الملف الشخصي
- موقع المعجبين.